# Siostrzytów
Siostrzytów (prononciation [ɕɔsˈtʂɨtuf) est un village de la gmina de Trawniki du powiat de Świdnik dans la voïvodie de Lublin, situé à l'est de la Pologne.
Il se situe à environ 21 km à l'est de Świdnik (siège du powiat) et à 30 km à l'est de Lublin (capitale de la Voïvodie).
En 2009, le village comptait 918 habitants.

## Histoire
De 1975 à 1998, le village est attaché administrativement à l'ancienne voïvodie de Lublin.

Depuis 1999, il fait partie de la nouvelle Voïvodie de Lublin.